# Nhóm không giao hoán
Trong toán học, cụ thể là trong lý thuyết nhóm, một nhóm phi abel, cũng được gọi là nhóm không giao hoán, là một nhóm (G, ∗) thoả mãn tồn tại ít nhất một cặp phần tử a và b  phân biệt thuộc G, sao cho a∗b  ≠ b∗a. Loại nhóm này tương phản với nhóm abel (Trong một nhóm abel, tất cả các cặp phần tử của nhóm đều phải giao hoán).
Các nhóm phi abel xuất hiện phổ biến trong toán học và vật lý. Một trong những ví dụ đơn giản nhất về nhóm phi abel là nhóm nhị diện bậc 6, nó là nhóm phi abel hữu hạn nhỏ nhất. Một ví dụ khác phổ biến từ vật lý là nhóm quay SO(3) theo ba chiều (ví dụ: quay một vật thể gì đó 90 độ dọc theo một trục rồi sau đó quay 90 độ dọc theo một trục khác sẽ không giống như khi ta làm nó theo thứ tự ngược lại).
Cả nhóm rời rạc và nhóm liên tục đều có thể không phải là nhóm Abel. Hầu hết các nhóm Lie nổi tiếng đều là phi abel, và những nhóm này đều đóng vai trò quan trọng trong lý thuyết Gauge .